# Raport Kinseya
Raport Kinseya – wynik badań na temat seksualności ludzi przeprowadzony przez Alfreda Kinseya, przedstawiony w dwóch książkach: Sexual Behavior in the Human Male (1948) i Sexual Behavior in the Human Female (1953).

## Charakterystyka raportu
Kinsey i jego współpracownicy przeprowadzili ponad 10 000 wywiadów z dorosłymi mężczyznami i kobietami, pytając o ich praktyki seksualne (5300 mężczyzn i 5940 kobiet). Zgromadzili oni dane na temat stosunków seksualnych przedmałżeńskich i w małżeństwie, homoseksualizmu, masturbacji i innych form aktywności seksualnej oraz wzorców zachowań seksualnych w zależności od płci, wykształcenia, wyznania i innych czynników socjologicznych. Raport Kinseya zawierał ponad 500 pytań, a z badań wynikało, że 86% dorosłych ludzi żyje w sprzeczności z kodeksem obyczajowym. Badania Kinseya zapoczątkowały przełom kulturowy, który w latach 60. doprowadził do rewolucji seksualnej. W roku 1951 wiedzę z badań Kinseya rozszerzyli antropolog Clellan Ford i psycholog Frank Beach, porównując zachowania seksualne ludzi ze 190 kultur.
Badania Kinseya były później krytykowane ze względu na całkowicie niereprezentatywną grupę badawczą, która była rekrutowana z ochotników (300 osób) w tym w dużej części spośród więźniów osadzonych za gwałty (25%) i męskich prostytutek (5%). Ponadto ochotnicy otrzymywali wynagrodzenie za udział w badaniu – i dlatego istniało spore ryzyko, że część z nich „ubarwiała” swoje wypowiedzi, licząc na wyższą gratyfikację. Wyniki w części dotyczącej seksualności dziecięcej pochodziły w całości z jednego źródła, jakim był pamiętnik anonimowego pedofila prowadzącego go od 1917 roku. Niereprezentatywny dobór grupy badawczej tłumaczył niektóre z szokujących wyników Kinseya i podważył ich wiarygodność.
Z raportów, które w późniejszym czasie opublikował, wynikało, że purytańskie społeczeństwo Ameryki oparte na monogamicznej, kochającej się rodzinie jest fikcją. Dane, które zebrał, dowodziły, że 90% mężczyzn i 30% kobiet popełnia zdradę małżeńską, zaś kontakty homoseksualne miał co trzeci mężczyzna. Z kolei dzieci miało cechować mocne zainteresowanie seksem, a dla większości z nich kontakt fizyczny miał nie być traumatycznym przeżyciem. Szczególnie to ostatnie było bulwersujące, bo zaczęło być wykorzystywane przez pedofilów.
W odpowiedzi na krytykę raportu, Paul Gebhard, kolejny dyrektor Kinsey Institute for Sex Research, spędził rok usuwając dane pochodzące od niepewnych źródeł, tj. więźniów, męskich prostytutek. W 1979 roku opublikował poprawiony raport. Okazało się, że w wyniku odrzucenia niepewnych danych, końcowe statystyki niewiele się zmieniły (na poziomie dziesiętnych części procentu).

## Podważenie naukowości badań Kinseya
Osobiste aspekty tych badań po latach przeanalizował James H. Jones, biograf Kinseya. W 1990 roku, 50 lat od opublikowania badań Judith A. Reisman, oskarżyła go o manipulacje. Jej analiza została z kolei skrytykowana przez seksologów (np. Johna Bancrofta) oraz organizacje społeczne (np. Southern Poverty Law Center) jako nieobiektywne.

## Wyniki badań
Orientacja seksualna
Największe kontrowersje wywołały doniesienia Raportów Kinseya na temat homoseksualizmu, potwierdzające teorię, że około 10% mężczyzn to geje. W rzeczywistości badacz unikał określeń homo-, bi- i heteroseksualista, wprowadzając 8 stopniową skalę i twierdząc, że tak rozumiana seksualność może się zmieniać w ciągu życia, oraz że należy ją rozumieć nie tylko na poziomie fizycznym, ale również psychicznym (popęd, fantazje seksualne itp.).
Zamiast zazwyczaj stosowanej trzystopniowej skali (homoseksualista, biseksualista lub heteroseksualista) Kinsey stosował ośmiostopniową. 0 oznaczało osobę wyłącznie heteroseksualną, 1 – niemal wyłącznie, 2 głównie heteroseksualną, ale w stopniu większym niż incydentalny homoseksualną, 3 – osobę w równym stopniu hetero- i homoseksualną; i tak dalej aż do liczby 6, oznaczającej osobę wyłącznie homoseksualną. Dodatkowa, ósma kategoria X oznaczała ludzi w ogóle nie zainteresowanych jakąkolwiek formą seksu.
Wedle badań Kinseya, 46% mężczyzn „reagowało” na osoby obu płci w swym dorosłym życiu, a 37% miało przynajmniej jedno doświadczenie homoseksualne. 11,6% białych mężczyzn w wieku 20-35 lat zostało sklasyfikowanych jako 3. 10% amerykańskich mężczyzn było „mniej lub bardziej homoseksualnymi (5 i 6 w skali Kinseya) przez przynajmniej trzy lata między 16 a 55 rokiem życia”.
7% niezamężnych kobiet w wieku 20-35 lat i 4% rozwiedzionych kobiet (w tym samym wieku) zostało sklasyfikowanych jako 3. Wedle raportu, 2-6% kobiet okazało się „mniej lub bardziej homoseksualnymi”, a 1-3% wyłącznie homoseksualnymi.
Masturbacja
92% mężczyzn i 62% kobiet przyznało, że się masturbuje. Spośród masturbujących się kobiet 45% stwierdziło, że w ten sposób jest w stanie osiągnąć orgazm w czasie krótszym niż trzy minuty.
Liczba stosunków małżeńskich
Średnia liczba stosunków małżeńskich podawana przez kobiety wynosiła: 2,8 raza w tygodniu w wieku ok. 20 lat, 2,2 raza w wieku 30 lat i 1,0 raz w wieku 50 lat.
Stosunki pozamałżeńskie
Zdaniem Kinseya około 50% żonatych mężczyzn miewało pozamałżeńskie doświadczenia seksualne w okresie swego życia po ślubie. 26% zamężnych kobiet odbyło stosunek pozamałżeński przed ukończeniem czterdziestego roku życia.
Sadomasochizm
12% kobiet i 22% mężczyzn reagowało podnieceniem na sadomasochistyczne opowieści, a 55% kobiet i 50% mężczyzn przyznało się do reakcji erotycznej na gryzienie.